# Microdon cyaneus
Microdon cyaneus är en tvåvingeart som beskrevs av Perty 1833. Microdon cyaneus ingår i släktet myrblomflugor, och familjen blomflugor. Inga underarter finns listade i Catalogue of Life.